# پومیرس، اندر
پومیرس، اندر (به فرانسوی: Pommiers) یک کمون در فرانسه است که در اندر واقع شده‌است. پومیرس ۱۲٫۱۹ کیلومتر مربع مساحت و ۲۷۲ نفر جمعیت دارد و ۲۵۰ متر بالاتر از سطح دریا واقع شده‌است.